# 會話通告協議
會話通知協議（Session Announcement Protocol，SAP）是一種通知協議，用協助通知一個組播（multicast）的多媒體會議通告以及其它組播會話過程，為多方會話參與者傳送相關訊息。通常使用實時傳輸協議（RTP）來傳遞訊息。